# Meillon
Meillon é uma comuna francesa na região administrativa da Nova Aquitânia, no departamento dos Pirenéus Atlânticos. Estende-se por uma área de 7,09 km². Em 2010 a comuna tinha 948 habitantes (densidade: 133,7 hab./km²).